# Hendrik Gijsbertsz van Arnhem
Hendrik Gijsbertszoon van Arnhem (14?? - ca 1485) was van 1456 tot omstreeks 1485 rector van de Collatiebroeders in Gouda.
Van Gouda zijn geen stadskronieken bekend van de periode voor de 80-jarige oorlog. Wel zijn er een viertal kloosterkronieken bewaard gebleven. Deze kronieken beperken zich voornamelijk tot de gang van zaken binnen het desbetreffende klooster. Maar de kroniek van het Collatiehuis - waarschijnlijk vanwege het open karakter van dit convent - verschaft ook de nodige informatie over de gang van zaken binnen de stad Gouda.
Hendrik van Arnhem werd in 1456 rector van dit kloosterconvent. Op het eind van zijn leven (in 1483) begint hij met het schrijven - in het Latijn - van deze kroniek. Voor de voorgeschiedenis gaat hij terug tot de periode voor 1419. Interessant voor de geschiedbeschrijving van Gouda zijn onder andere de mededelingen over de grote stadsbrand van 1438. Daarnaast beschrijft hij ook tal van Gouwenaren en groeperingen in de stad Gouda. Zijn kroniek breek vrij abrupt af in 1456 (het jaar van zijn benoeming tot rector).
Hiermee is Van Arnhem de voorloper van latere Goudse geschiedschrijvers als Ignatius Walvis en Cornelis Johan de Lange.